# Dienville
Dienville és un municipi francès situat al departament de l'Aube i a la regió del Gran Est. L'any 2007 tenia 805 habitants.

## Demografia

### Població
El 2007 la població de fet de Dienville era de 805 persones. Hi havia 338 famílies de les quals 94 eren unipersonals (37 homes vivint sols i 57 dones vivint soles), 126 parelles sense fills, 106 parelles amb fills i 12 famílies monoparentals amb fills.
La població ha evolucionat segons el següent gràfic:
Habitants censats

### Habitatges
El 2007 hi havia 515 habitatges, 348 eren l'habitatge principal de la família, 131 eren segones residències i 36 estaven desocupats. 402 eren cases i 86 eren apartaments. Dels 348 habitatges principals, 238 estaven ocupats pels seus propietaris, 106 estaven llogats i ocupats pels llogaters i 4 estaven cedits a títol gratuït; 1 tenia una cambra, 23 en tenien dues, 75 en tenien tres, 111 en tenien quatre i 137 en tenien cinc o més. 268 habitatges disposaven pel capbaix d'una plaça de pàrquing. A 171 habitatges hi havia un automòbil i a 122 n'hi havia dos o més.

### Piràmide de població
La piràmide de població per edats i sexe el 2009 era:
| Homes | Edats   | Dones |
| ----- | ------- | ----- |
| 0     | 95 o +  | 0     |
| 4     | 90 a 94 | 0     |
| 0     | 85 a 89 | 8     |
| 4     | 80 a 84 | 4     |
| 16    | 75 a 79 | 20    |
| 16    | 70 a 74 | 32    |
| 20    | 65 a 69 | 8     |
| 16    | 60 a 64 | 20    |
| 20    | 55 a 59 | 12    |
| 36    | 50 a 54 | 32    |
| 32    | 45 a 49 | 40    |
| 44    | 40 a 44 | 24    |
| 36    | 35 a 39 | 28    |
| 20    | 30 a 34 | 12    |
| 16    | 25 a 29 | 20    |
| 8     | 20 a 24 | 44    |
| 32    | 15 a 19 | 32    |
| 32    | 10 a 14 | 12    |
| 12    | 5 a 9   | 20    |
| 16    | 0 a 4   | 12    |

## Economia
El 2007 la població en edat de treballar era de 506 persones, 374 eren actives i 132 eren inactives. De les 374 persones actives 339 estaven ocupades (173 homes i 166 dones) i 33 estaven aturades (17 homes i 16 dones). De les 132 persones inactives 62 estaven jubilades, 29 estaven estudiant i 41 estaven classificades com a «altres inactius».

### Ingressos
El 2009 a Dienville hi havia 360 unitats fiscals que integraven 837 persones, la mediana anual d'ingressos fiscals per persona era de 16.845 €.

### Activitats econòmiques
Dels 45 establiments que hi havia el 2007, 1 era d'una empresa extractiva, 3 d'empreses alimentàries, 2 d'empreses de fabricació d'altres productes industrials, 4 d'empreses de construcció, 7 d'empreses de comerç i reparació d'automòbils, 2 d'empreses de transport, 12 d'empreses d'hostatgeria i restauració, 1 d'una empresa financera, 5 d'empreses de serveis, 4 d'entitats de l'administració pública i 4 d'empreses classificades com a «altres activitats de serveis».
Dels 13 establiments de servei als particulars que hi havia el 2009, 1 era una autoescola, 1 paleta, 1 fusteria, 2 electricistes, 2 perruqueries i 6 restaurants.
Dels 7 establiments comercials que hi havia el 2009, 2 eren fleques, 1 una fleca, 1 una llibreria, 2 botigues de material esportiu i 1 una joieria.
L'any 2000 a Dienville hi havia 8 explotacions agrícoles que ocupaven un total de 772 hectàrees.

## Equipaments sanitaris i escolars
L'únic equipament sanitari que hi havia el 2009 era una farmàcia.
El 2009 hi havia 1 escola maternal i 1 escola elemental.

## Poblacions més properes
El següent diagrama mostra les poblacions més properes.